# Klinghammer István
Klinghammer István (Budapest, 1941. augusztus 10. –) magyar térképész, egyetemi tanár, a Magyar Tudományos Akadémia rendes tagja. A geoinformatika és a tematikus kartográfia jelentős tudósa. 1989 és 1991 között az Eötvös Loránd Tudományegyetem Természettudományi Kar dékánja, 2000 és 2006 között az ELTE rektora. 2013 és 2014 között a második Orbán-kormány felsőoktatásért felelős államtitkára.

## Életpályája
1959-ben érettségizett az ELTE Apáczai Csere János Gyakorlógimnáziumában, majd felvették a Budapesti Műszaki Egyetemre. 1961-ben átment az Eötvös Loránd Tudományegyetem Természettudományi Karára, ahol előbb 1965-ben szerzett tanári, majd 1966-ban térképész diplomát. 1967-ben védte meg egyetemi doktori disszertációját. 1969 és 1970 között a Bonni Egyetemen vett részt posztgraduális képzésen.
Tanári diplomájának megszerzése utána az egyetem Térképtudományi Tanszékének oktatója lett. 1971-től tanársegédként, 1980-tól docensként dolgozott. 1994-ben vette át egyetemi tanári kinevezését. 1984-ben a Természettudományi Kar dékánhelyettesévé választották, három évvel később a Térképtudományi Tanszék vezetője is lett. 1989-ben a kar dékánjává választották, ezt a tisztségét két évig viselte, majd 1994-ig ismét dékánhelyettes volt. 1997-ben az ELTE kutatás-tudományszervezési, 1998-ban általános rektorhelyettesévé választották. 2000-ben elfoglalta az egyetem rektori székét, tisztségét 2006-ig töltötte be. 2005-ben megválasztották a Magyar Rektori Konferencia elnöki posztjára, ekkor távozott az addigra már Térképtudományi és Geoinformatikai Tanszék vezetői tisztségéből. Rektorsága alatt ment végbe az ELTE lágymányosi épületegyüttesének teljes átadása, az integráció utáni új kari szerkezet létrehozása, illetve az egyetem átállítása az úgynevezett „Bologna-rendszerbe”. 1999 és 2002 között Széchenyi professzori ösztöndíjjal kutatott. 2013-ban a második Orbán-kormány felsőoktatásért felelős államtitkárává nevezték ki.
1978-ban védte meg a földrajztudományok kandidátusi, 1992-ben akadémiai doktori értekezését. Az MTA Földrajzi I. és II. Tudományos Bizottságának lett tagja. 1994-ben habilitált. 2004-ben a Magyar Tudományos Akadémia levelező, 2010-ben pedig rendes tagjává választották. 2000-ben a Leopoldina Német Természettudományos Akadémia felvette tagjai sorába. Emellett 1980-ban a Nemzetközi Térképészeti Társaság térképészképzési bizottságának tagja lett, itt 1999-ig tevékenykedett. 2000-ben a társaság tiszteletbeli tagjává választották. Ezen kívül a Geodéziai, Térképészeti és Távérzékelési Társaság alelnöke lett.
2017-ben Orbán Viktor kormányfő kinevezte a Magyar Corvin-lánc Iroda vezetőjének.

### „Kockás inges” interjú
2016 februárjában a Magyar Nemzetnek adott interjúban ezzel a mondattal kifogásolta a tanárok megjelenését: „Ezért vagyok pipa, ha a tévében nézem, hogy borotválatlan, kócos, kockás inges tanári kar grasszál.” A kockás ing ezt követően a pedagógusok, olykor a diákok megmozdulásainak jelképévé vált. Véleményét néhány nappal később a Népszabadságnak adott interjújában megerősítette.

## Művei
Kutatási területe a geoinformatika és a tematikus kartográfia. Kezdetben a térképábrázolás és a térképészet egyes alterületeinek kérdéseivel foglalkozott, elsősorban a tervezés és a tematikus térképekkel.
Magyarország számos tematikus térképét készítette el (ivóvízbázis, mélyfúrás stb.) A térkép modelltulajdonságára irányuló kutatásai eredményeként a digitális térképek modellértelmezését kettébontotta a tárgymodellek és a térképi modellek képzésére. Ennek keretében a modell két típusát határozta meg: a digitális tájmodellt, amely egy teljes topográfiai modell (digitális síkrajzi modellből és digitális domborzatmodellből áll) és a digitális szaktartalmi (azaz a tematikus) modellt. Kidolgozta a térképészeti közlésformák táblázatos gyűjteményét a tematikus modellek elkészítésére. Térképészettörténeti eredményei jelentősek. Több mint száznyolcvan tudományos publikáció szerzője vagy társszerzője. Műveit magyar, angol és német nyelven publikálja.

## Díjai, elismerései
- Lázár deák-emlékérem (1991)
- Természettudományi Díj (1993)
- Pro Universitate díj (1994)
- Akadémiai Díj (1997)
- Toldi Miklós-díj (1998)
- Eötvös-gyűrű (2006)
- A Magyar Köztársasági Érdemrend középkeresztje (2011)
- Budapest díszpolgára (2017)

## Szervezeti tagságok
- Közoktatási Elnöki Bizottság
- Földrajzi II. Tudományos Bizottság (természetföldrajz)
- Magyar Földmérési, Térképészeti és Távérzékelési Társaság (alelnök)
- Magyar Földrajzi Társaság (válaszmányi tag)
- Lázár Deák Alapítvány (elnök)
- Deutsche Akademie der Naturforscher Leopoldina
- Nemzetközi Térképészeti Társulás
- Német Kartográfiai Társaság

## Főbb publikációi
- Tematikus térképábrázolási módok generalizálási kérdései (1970)
- Felméréstani alapismeretek; ELTE Térképtudományi Tanszék, Bp., 1973
- Klinghammer István–Györffy János: Matematikai statisztikai módszerek térképészek számára; ELTE, Bp., 1973
- Klinghammer István–Papp-Váry Árpád: A tematikus kartográfia alapelvei; Országos Földügyi és Térképészeti Hivatal, Bp., 1974 (Országos Földügyi és Térképészeti Hivatal Térképészeti Önálló Osztályának közleményei)
- Tematikus kartográfia (Papp-Váry Árpáddal, 1975)
- Grafikai módszerek – információs célokat szolgáltató tanulmányok szemléltetésére; Tömegkommunikációs Kutatóközpont, Bp., 1975 (Tanfolyamok Tömegkommunikációs Kutatóközpont)
- Tervezési kartográfia; Tankönyvkiadó, Bp., 1976
- A kartográfia alapjai (1977)
- Magyarország mélyfúrási atlasza (szerk., 1981)
- Klinghammer István–Papp-Váry Árpád: Földünk tükre a térkép; Gondolat, Bp., 1983
- Kartográfia I–II. (1984)
- Földünk és a Világegyetem képe (1989)
- Magyarország ivóvízbázis-atlasza (szerk., 1989)
- A kartográfia kialakulása napjainkig. Tudománytörténeti áttekintés a kezdetektől a digitális tematikus térképek szerkesztéséig; ELTE, Bp., 1991
- Electronic Atlases (1993)
- Klinghammer István–Pápay Gyula–Török Zsolt: Kartográfiatörténet; Eötvös, Bp., 1995
- A föld- és éggömbök története; fotó Nemes Zoltán; Eötvös, Bp., 1998
- A magyar térképészet a kezdetektől napjainkig (2001, angolul 2003)
- Thematic Mapping a Geosciences (2007)
- Térképészet és geoinformatika I. (szerk., 2011)